# Bulgarograsso
Bulgarograsso és una localitat i comune italiana de la província de Como, regió de Llombardia, amb 2984 habitants.

## Evolució demogràfica
Cens d'habitants